# 弗拉克中心村
弗拉克中心村（法語：Centre de Flacq）是非洲東部島國毛里裘斯的城鎮，为弗拉克區的行政中心，位於毛里求斯岛中東部，海拔高度46米，主要經濟活動有製造業和服務業，2011年人口数量为15,791人。